# جامعه آزتک
جامعه آزتک (انگلیسی: Aztec society) جامعه‌ای مجتمع و کاملاً در هم تنیده و طبقه‌بندی شده مربوط به سده‌های قبل از فتح امپراتوری آزتک توسط اسپانیا می‌باشد که در میان آزتک‌های مرکزی مکزیک شکل گرفت. بر پایهٔ مبانی فرهنگی و منطقه‌ای، این جامعهٔ بزرگترین جامعهٔ آمریکای میانه محسوب می‌گردید.